# Pelargoderus malaccensis
Pelargoderus malaccensis là một loài bọ cánh cứng trong họ Cerambycidae.